# CJAD
CJAD（800 AM），是一家位于魁北克蒙特利尔的中波广播电台，於1945年12月8日開播，由贝尔传媒持有并运营。该电台主要播出新闻和谈话节目，发射功率为50千瓦。

## 外部連結
- 官方网站